# Massacre de Byian Phyu
Le massacre de Byian Phyu est un massacre de civils survenu du 29 mai 2024 au 31 mai 2024, dans le village de Byian Phyu, dans le canton de Sittwe, en Birmanie. Lors du massacre, les troupes de l'armée birmane tuent au moins 76 civils.

## Contexte
Au cours de l'offensive de l'État de Rakhine, l'armée d'Arakha (AA) capture de nombreux cantons près de la capitale de l'État, Sittwe, entre mars et mai 2024 (dont les cantons de Ponnagyun, de Ramree (en) et de Buthidaung),.
Un obus d'artillerie tombe sur Sittwe le 9 mars 2024, tuant une famille rohingya. La junte du Conseil administratif d'État (SAC) impute les bombardements aux AA.

## Massacre
L'armée birmane attaque le village de Byian Phyu et arrête les habitants pour leurs liens présumés avec les AA. Les auteurs vérifient les tatouages des villageois masculins, les battant s'ils trouvent un symbole, même tangentiel, lié aux AA. Les soldats auraient ensuite violé au moins trois femmes, et deux d'entre elles seraient mortes. De nombreux civils sont massacrés près d'un lac et leurs corps sont brûlés. Après avoir incendié 80 maisons et un monastère, les soldats et militants emmènent des femmes, des enfants et des villageois âgés dans un champ et des monastères à Sittwe, ceux-ci ne pouvant pas rentrer chez eux.

## Réactions
L'armée d'Arakha s'engage à punir les personnes impliquées dans les meurtres et affirme que l'armée de libération de l'Arakan (en) a aidé les auteurs de ces meurtres,. Le gouvernement d'unité nationale de Birmanie condamne les meurtres et promet de coopérer avec d'autres organisations pour obtenir justice.
Pendant ce temps, le porte-parole du SAC, Zaw Min Tun, nie rapidement qu'un massacre ait eu lieu. Selon la junte, des soldats de l'armée birmane tentent d'interroger des membres présumés des AA "pour des raisons de sécurité", lorsque trois hommes sont abattus après avoir pris l'arme d'un officier.